# Epistola ad dominicellam
Epistola ad dominicellam (pl. List do panienki) – średniowieczny wierszowany list miłosny, napisany po łacinie i rozpoczynający się inicipitem Saluto te speciosa... (pl. Pozdrawiam cię, panno godna...). Tekst powstał ok. XV wieku.
Tekst składa się z 213 wersów różnej długości (głównie 6-, 7- i 8-zgłoskowce, ale również i innej długości, mieszczącej się pomiędzy 4 a 10 głoskami), rozmieszczonych w 46 strofach, których wielkość rozciąga się od 2 do 6 wersów (z dominacją strof 4- i 6-wersowych). Układ rymów wewnątrz strofy jest zróżnicowany. Konstrukcja listu zgodna jest zasadami średniowiecznej epistolografii i zawiera typowe elementy: salutatio (pozdrowienie), captatio benevolentiae (pozyskanie życzliwości adresata) oraz conclusio (zakończenie utworu z formułą pożegnalną oraz informacją o okolicznościach jego powstania i żartobliwie określeni autor i adresatka listu).
Adresatka listu nazywana jest Heleną, mieszka w Krakowie, jest córką Piotra, a jej matka spotykała się z oszczerstwami wrogów. Tekst poświęcony jest głównie pochwale jej zalet. Dotyczą one jej wnętrza (descriptio intrinseca) – dostojności, szlachectwa, manier, mądrości godnej Platona, łaskawości, słodyczy, pobożności i cnót stawiających ją obok Katona – a także urody. Helena, opisana zgodnie z ideałami urody średniowiecznej, wyrażanej m.in. w apokryfach o Marii, ma jasne włosy, ciemne brwi, zęby podobne kości słoniowej, skórę białą jak lilia, wdzięczny i lekki chód, purpurowe usta, smukłe biodra, kształtny nos oraz zgrabne ramiona i smukłe palce. Nadawca, syn skąpego ziemianina, wspomina też wspólnie spędzone z ukochaną w Krakowie chwile, wyraża swoje cierpienie z powodu rozstania oraz skarży się na wrogów i oszczerców, ma też nadzieję, że list zapewni mu przychylność dziewczyny, od której uzależnia swoje szczęście. 
Tekst został umieszczony w łacińskim kodeksie epistolarnym (w kodeksach takich zbierano różne listy, mające nauczyć studentów stylu epistolarnego). Formularz ten składał się z części o włoskim pochodzeniu, powstałej po 1457 roku oraz z części zapisanej przez innego kopistę w Krakowie ok. 1476-1480 roku; rękopis kodeksu znajduje się w Bibliotece Państwowej w Berlinie (sygnatura Lat. Q 239), tekst zamieszczony jest na karcie 227v manuskryptu. 
Nie wiadomo, czy tekst jest polskiego autorstwa. Występują w nim co prawda polonizmy treściowe i językowe, jednak być może są one wynikiem dostosowania obcego tekstu do rodzimych warunków. Niekonsekwentny układ rymów w ramach strof oraz powtarzalność niektórych wątków, mogą z kolei wskazywać na to, że Epistola ad dominicellam jest kompilacją kilku wcześniejszych utworów, ale mogą być też wynikiem spisywania utworu z pamięci.